# Acanthodactylus arabicus
Acanthodactylus arabicus är en ödleart som beskrevs av  George Albert Boulenger 1918. Acanthodactylus arabicus ingår i släktet fransfingerödlor, och familjen lacertider. IUCN kategoriserar arten globalt som livskraftig. Inga underarter finns listade i Catalogue of Life.